# Tomasz Szafrański (koszykarz)
Tomasz Szafrański (ur. 18 stycznia 1964) – polski koszykarz występujący na pozycji rzucającego obrońcy, wielokrotny medalista mistrzostw Polski.

## Osiągnięcia
Na podstawie, o ile nie zaznaczono inaczej.
Klubowe
- 3-krotny mistrz Polski (1984, 1989, 1990)
- 2-krotny wicemistrz Polski (1985, 1991)
- 3-krotny brązowy medalista mistrzostw Polski (1987, 1988, 1994)
- Zdobywca Pucharu Polski (1984)

Reprezentacja
- Uczestnik trasy reprezentacji Polski po USA (9-20.11.1986)[2]